# 9632 Sudo
A 9632 Sudo (ideiglenes jelöléssel 1993 TK3) a Naprendszer kisbolygóövében található aszteroida. Endate Kin és Vatanabe Kazuró fedezte fel 1993. október 15-én.